# Nemoria punctularia
Nemoria punctularia är en fjärilsart som beskrevs av Barnes och Mcdunnough 1918. Nemoria punctularia ingår i släktet Nemoria och familjen mätare. Inga underarter finns listade i Catalogue of Life.